# Tradescàntia
Tradescàntia, Tradescantia, en anglès: Spiderworts, és un gènere de plantes monocotiledònies, s'estima que conté unes 71 espècies de plantes perennes dins la família Commelinaceae, són plantes natives del Nou Món des del sud del Canadà al nord de l'Argentina.
Alguns membres del gènere Tradescantia poden causar reaccions al·lèrgiques en animals de companyia (especialment en gats i gossos).

## Distribució
Planta endèmica del Nou Món. El 1629 es va introduir per primer cop a Europa (Londres) la Tradescantia virginiana, nativa de l'est dels Estats Units.

## Taxonomia
Tradescantia L. va ser descrita per Carl von Linnaeus (L.) i publicada a Species Plantarum 1: 288. 1753.

### Etimologia
Tradescantia: nom genèric atorgat en honor de John Tradescant el Vell (ca. 1570s – 1638) i John Tradescant el Jove (1608–1662).

## Algunes espècies
David Hunt dividí el gènere en 11 seccions.
| Secció Austrotradescantia D.R.Hunt. - Tradescantia anagallidea Seub. - Tradescantia umbraculifera Hand.-Mazz. - Tradescantia cerinthoides Kunth - Tradescantia crassula Link & Otto – Succulent Spiderwort - Tradescantia fluminensis Vell. – Small-leaf Spiderwort Secció Campelia (L.C.Rich.) D.R.Hunt - Tradescantia schippii D.R.Hunt. - Tradescantia soconuscana Matuda - Tradescantia zanonia (L.) Sw. – Cojite Blanco Secció Coholomia D.R.Hunt - Tradescantia guatemalensis C.B. Clarke Secció Corinna D.R.Hunt - Tradescantia standleyi Steyermark Secció Cymbispatha (Pichon) D.R.Hunt - Tradescantia commelinoides Schult.f. - Tradescantia coscomatepecana Matuda - Tradescantia cymbispatha C.B.Clarke - Tradescantia deficiens Brandegee - Tradescantia gracillima Standl. - Tradescantia plusiantha Standl. - Tradescantia tonalamonticola Matuda - Tradescantia venezuelensis Steyermark Secció Mandonia D.R.Hunt - Tradescantia ambigua Mart. - Tradescantia burchii D.R.Hunt - Tradescantia crassifolia Cav. – Leatherleaf Spiderwort - Tradescantia llamasii Matuda - Tradescantia peninsularis Brandegee - Tradescantia tepoxtlana Matuda - Tradescantia velutina Kunth & Bouché Secció Parasetcreasea D.R.Hunt - Tradescantia andrieuxii C.B.Clarke Secció Rhoeo (Hance) D.R.Hunt - Tradescantia spathacea Sw. – Boatlily, Oyster Plant Secció Separotheca (Waterfall) D.R.Hunt - Tradescantia pygmaea D.R.Hunt Secció Setcreasea (K.Schum. & Sydow) D.R.Hunt | - Tradescantia brevifolia (Torr.) Rose. – Trans-Pecos Spiderwort - Tradescantia buckleyi (I.M.Johnst.) D.R.Hunt – Buckley's Spiderwort - Tradescantia hirta D.R.Hunt - Tradescantia leiandra Torr. – Canyon Spiderwort - Tradescantia pallida (Rose) D.R.Hunt – Purple Queen Secció Tradescantia - Sèries Virginianae D.R.Hunt - Tradescantia bracteata Small – Bracted Spiderwort - Tradescantia canaliculata Raf. - Tradescantia edwardsiana Tharp – Plateau Spiderwort - Tradescantia ernestiana Anderson & Woodson – Ernest's Spiderwort - Tradescantia gigantea Rose – Giant Spiderwort - Tradescantia hirsuticaulis Small – Hairystem Spiderwort - Tradescantia hirsutiflora Bush – Hairyflower Spiderwort - Tradescantia humilis Rose – Texas Spiderwort - Tradescantia longipes E.S.Anderson & Woodson – Wild Crocus - Tradescantia occidentalis (Britton) Smyth – Prairie Spiderwort - Tradescantia ohiensis Raf. – Ohio Spiderwort - Tradescantia ozarkana E.S.Anderson & Woodson – Ozark Spiderwort - Tradescantia paludosa E.S.Anderson & Woodson – Confederate Spiderwort - Tradescantia reverchonii Bush – Reverchon's Spiderwort - Tradescantia roseolens Small – Longleaf Spiderwort - Tradescantia subacaulis Bush – Stemless Spiderwort - Tradescantia subaspera Ker Gawl. – Zigzag Spiderwort - Tradescantia tharpii E.S.Anderson & Woodson – Tharp's Spiderwort - Tradescantia virginiana L. – Virginia Spiderwort - Series Sillamontanae D.R.Hunt - Tradescantia rozynskii Matuda - Tradescantia sillamontana Matuda - Series Tuberosae D.R.Hunt - Tradescantia pinetorum Greene – Pinewoods Spiderwort - Tradescantia wrightii Rose & Bush – Wright's Spiderwort - Series Orchidophyllae D.R.Hunt - Tradescantia mirandae Matuda - Tradescantia orchidophylla Rose & Hemsl. ex Hemsl. Section Zebrina (Schnizlein) D.R.Hunt. - Tradescantia zebrina Heynh. ex Bosse – Inchplant Spiderwort Incertae sedis - Tradescantia pedicellata Celarier – Edwards Plateau Spiderwort |

### Anteriorment ubicats dins aquest gènere
- Callisia navicularis (Ortgies) D.R.Hunt (com T. navicularis Ortgies)
- Callisia warszewicziana (Kunth & C.D.Bouché) D.R.Hunt (as T. warszewicziana Kunth & C.D.Bouché)
- Gibasis geniculata (Jacq.) Rohweder (as T. geniculata Jacq.)
- Gibasis karwinskyana (Schult. & Schult.f.) Rohweder (as T. karwinskyana Schult. & Schult.f.)
- Gibasis pellucida (M.Martens & Galeotti) D.R.Hunt (as T. pellucida M.Martens & Galeotti)
- Siderasis fuscata (Lodd. et al.) H.E.Moore (as T. fuscata Lodd. et al.)
- Tinantia anomala (Torr.) C.B.Clarke (as T. anomala Torr.)
- Tripogandra diuretica (Mart.) Handlos (as T. diuretica Mart.)[8]

## Galeria d'espècies

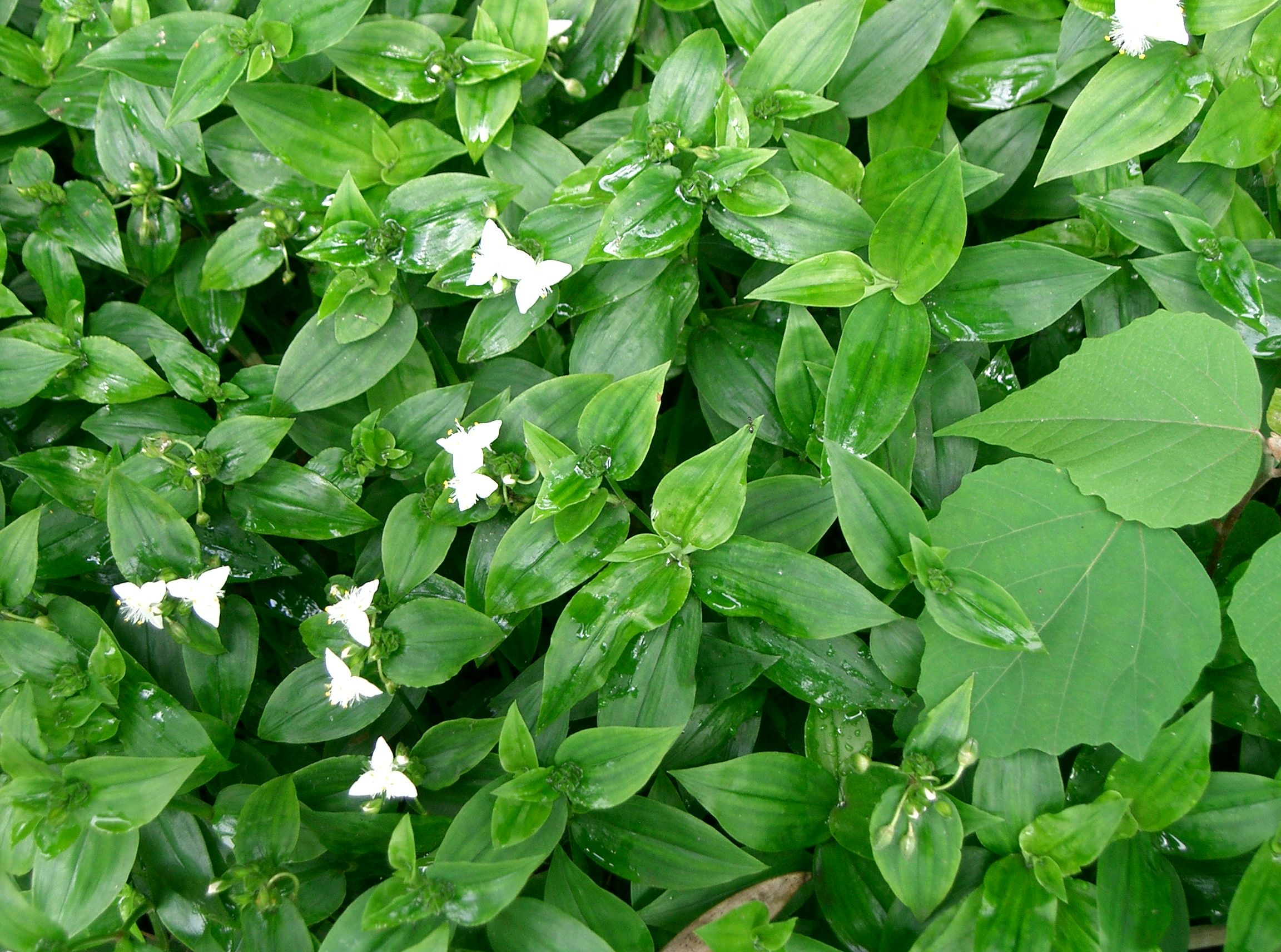
T. fluminensis
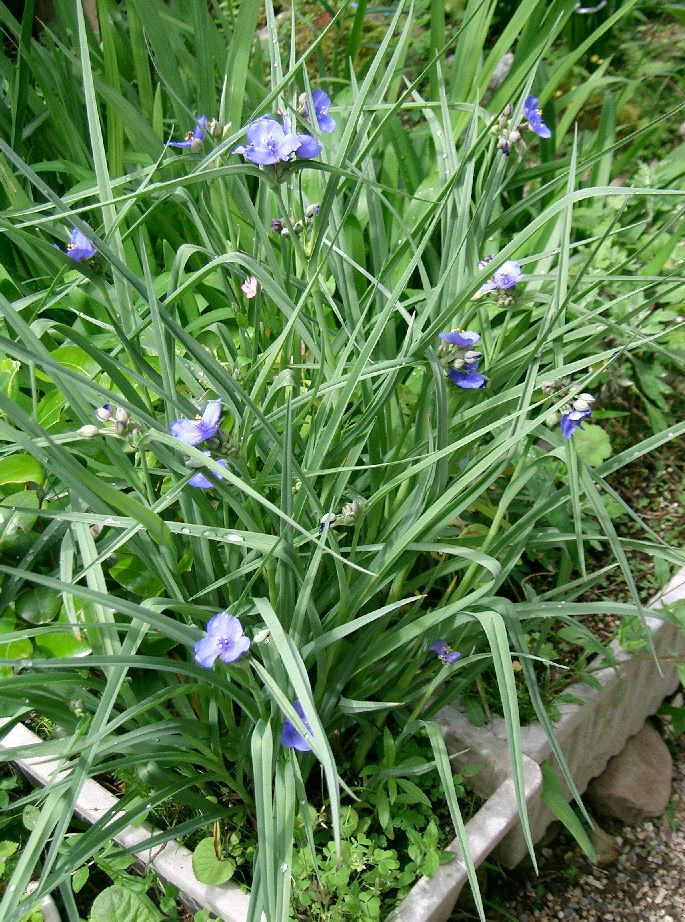
T. ohiensis
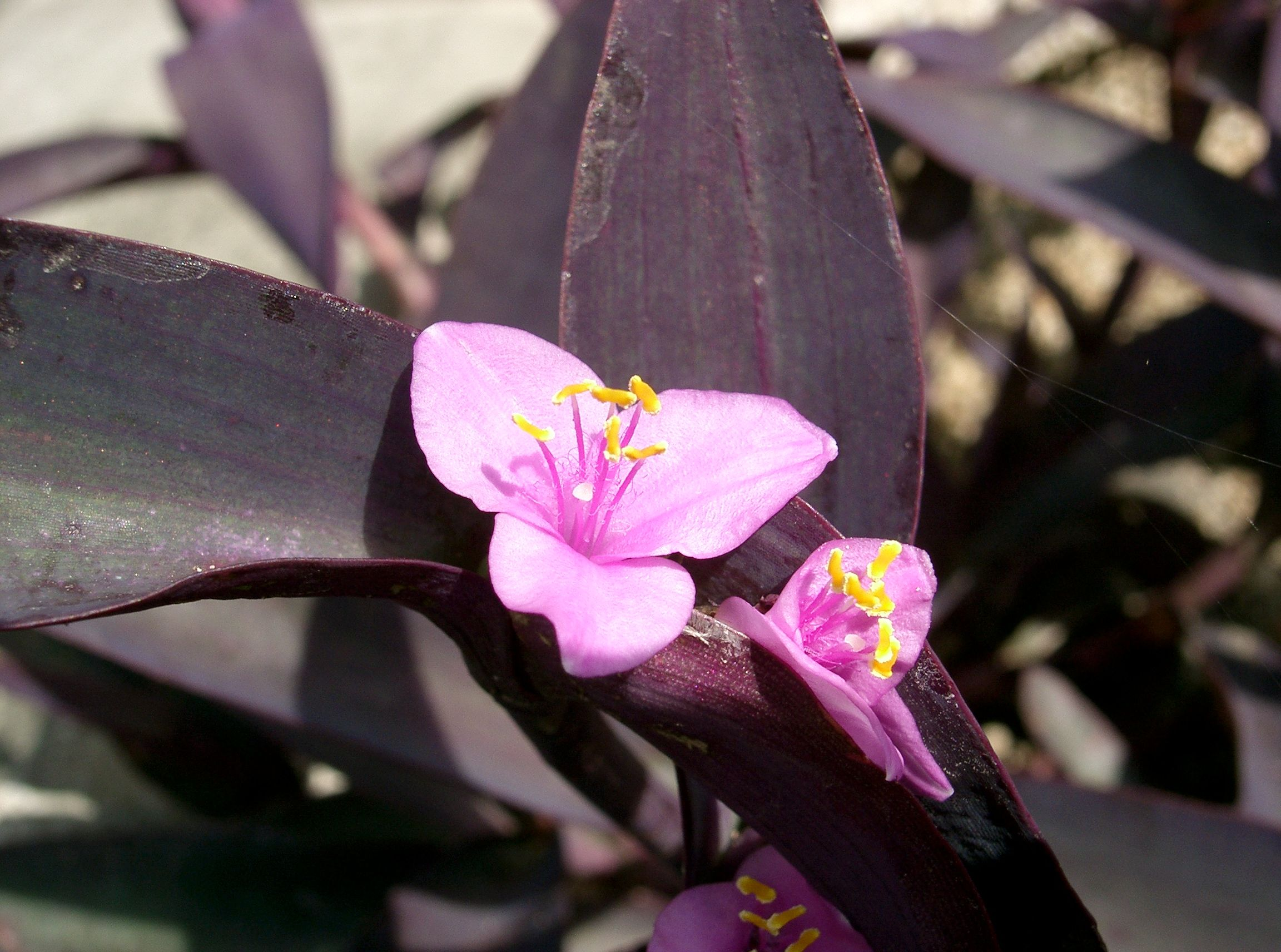
T. pallida var. purpurea
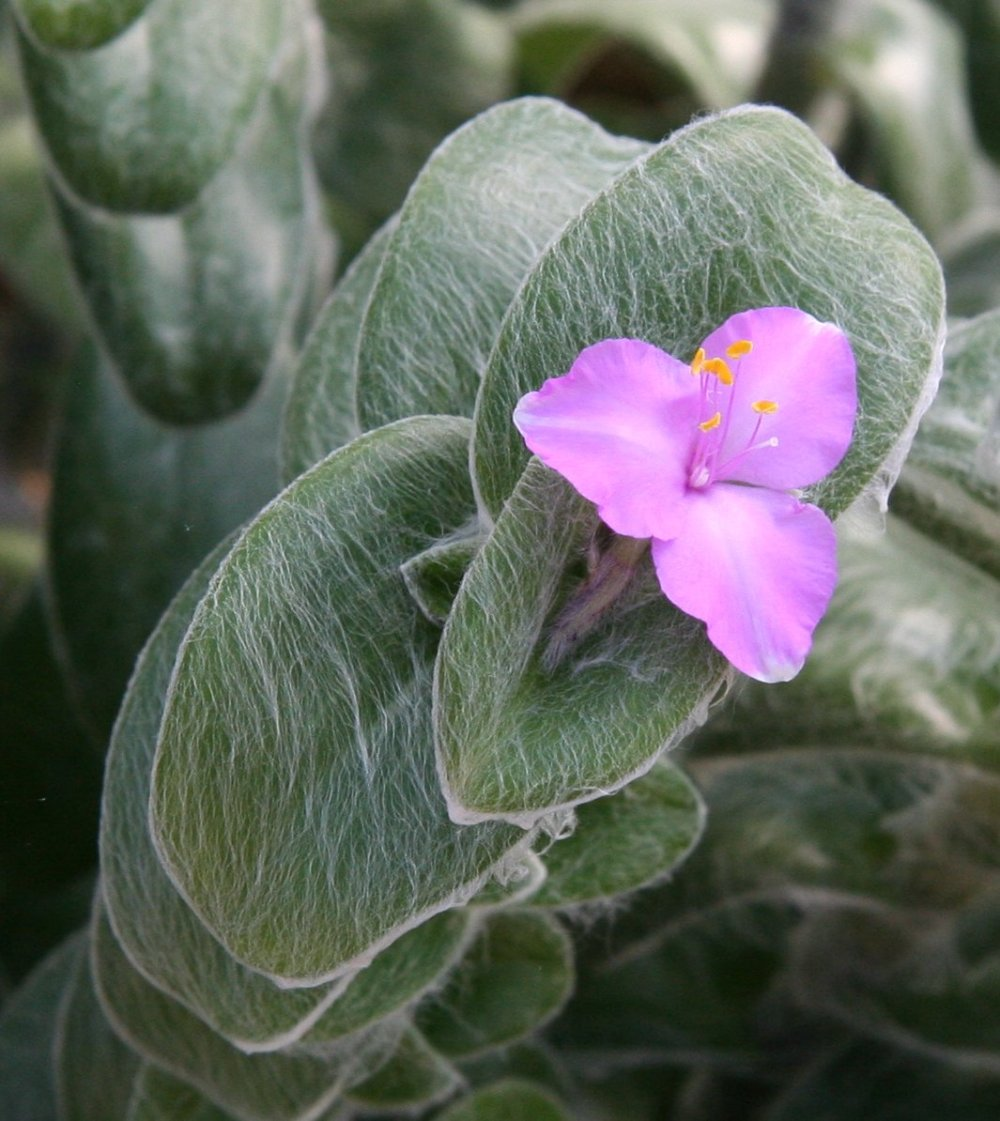
T. sillamontana
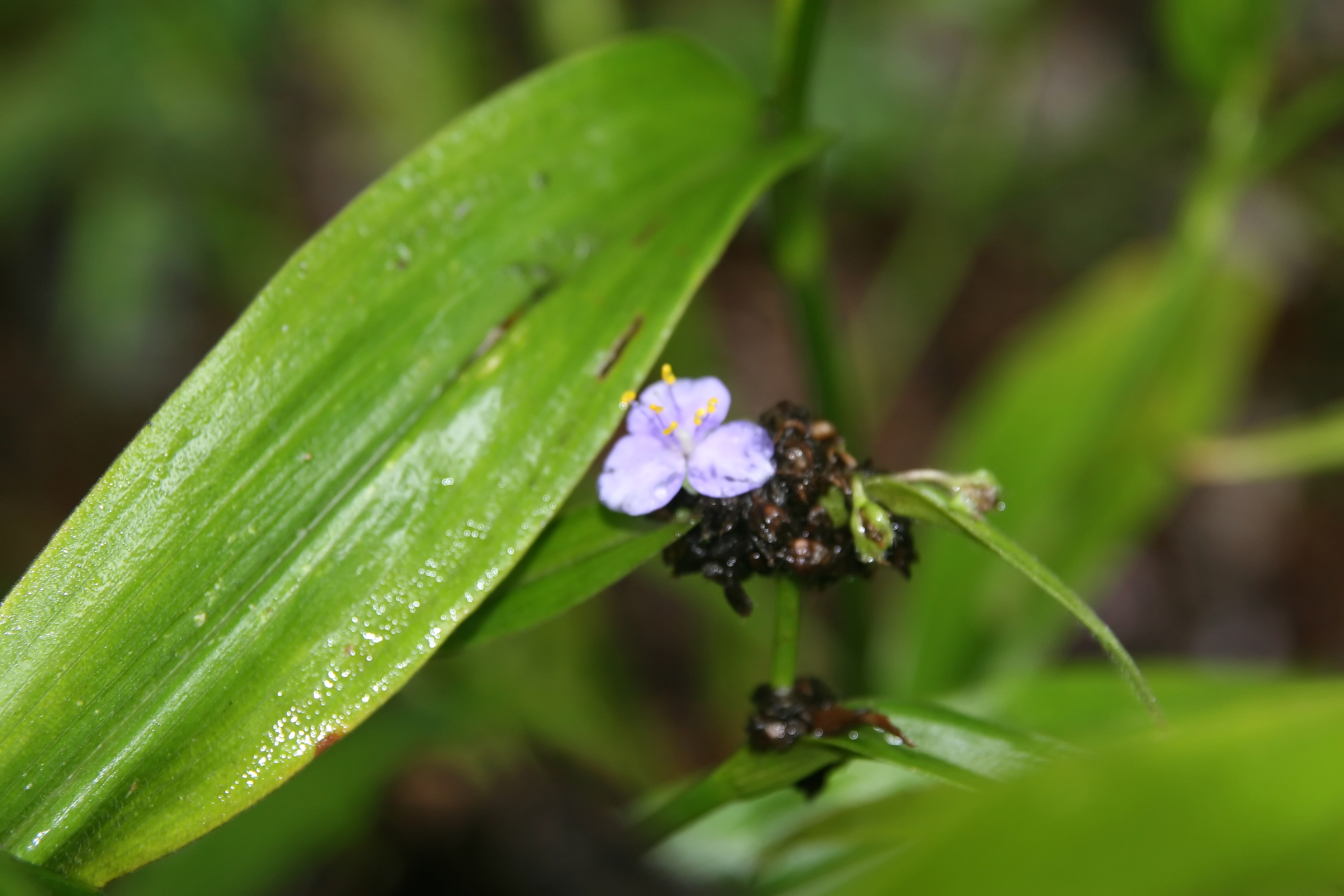
T. subaspera
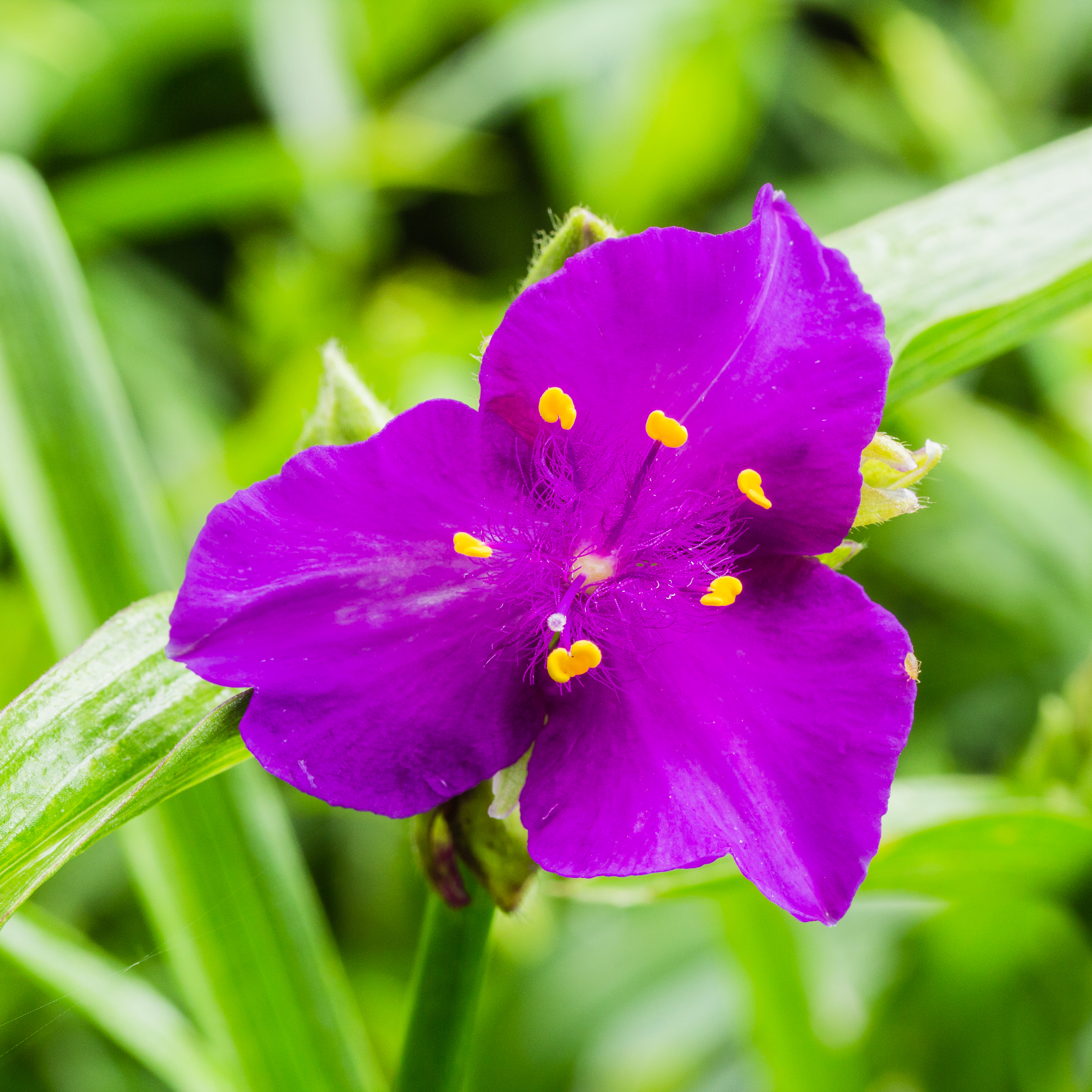
T. virginiana
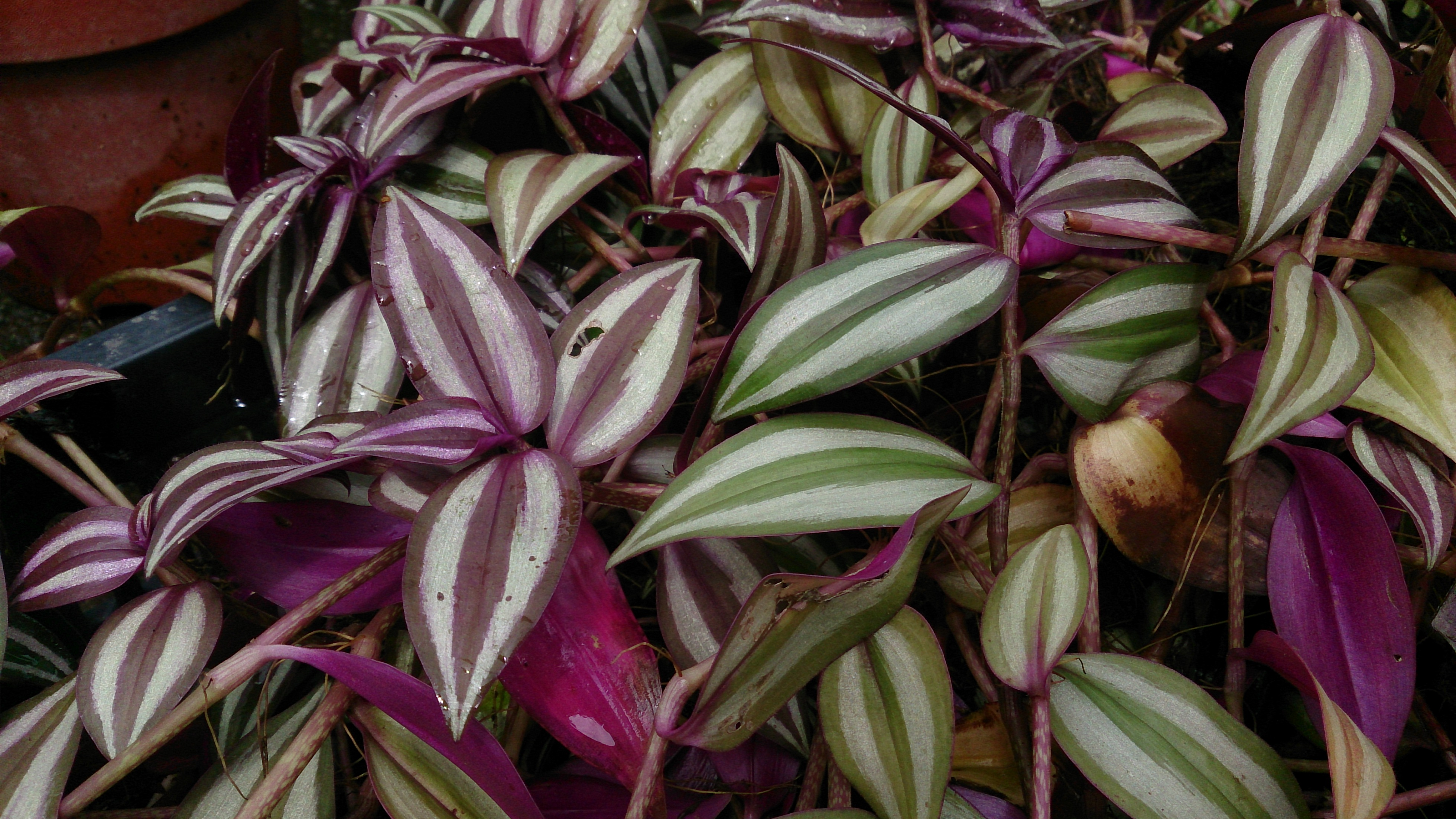
T. zebrina